# Drygały
Drygały (deutsch Drygallen, 1938–1945 Drigelsdorf) ist ein Dorf in der polnischen Woiwodschaft Ermland-Masuren, das zur Gmina Biała Piska (Stadt- und Landgemeinde Bialla, 1938–1945 Gehlenburg) im Powiat Piski (Kreis Johannisburg) gehört.

## Geographische Lage
Drygały liegt im Südosten der Woiwodschaft Ermland-Masuren, 21 Kilometer nordöstlich der Kreisstadt Pisz (deutsch Johannisburg).

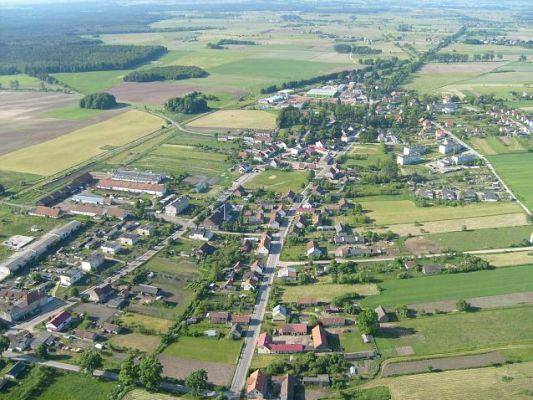
Luftaufnahme von Drygały aus dem Jahr 2016

## Geschichte
Das seinerzeit Drigal, nach 1579 Drigallen und bis 1938 Drygallen genannte Dorf wurde im Jahre 1436 gegründet. Sein Gründer war Martin Drygall, der vom Deutschen Ritterorden 85 Hufen Bauernland sowie acht Hufen (= 10 %) als Ausstattung für den Dorfschulzen zur Besiedlung in dem Dorf, das seinen Namen trug, zugewiesen bekam.
Im Jahr 1505 kaufte ein Edelmann Martinus Gutowski Ländereien in Drygallen und Umgebung. Sein Sohn Paul nahm später in Anlehnung an seinen Wohnsitz in Drygallen den Namen von Drygalski an. Er war an der Kirche Drygallen lutherischer Pfarrer ebenso wie nach ihm sein Sohn Martin. Die Familie Drygalski erscheint bis zum Beginn des 18. Jahrhunderts in Drygallen, dann aber auch in Lötzen (polnisch Giżycko) und im ostpreußischen Kreis Angerburg.
Das Kirchdorf Drygallen war ein bedeutender Marktflecken mit einer Domäne, später mit Sägewerken und dann auch einer Oberförsterei, und seit 1885 Bahnstation. Es war landwirtschaftlich geprägt mit vorwiegend kleinen Höfen auf ertragreichen Böden. Für die Viehwirtschaft war das Dorf bekannt als Körplatz für Rinder- und Schweinezucht.
Im Jahr 1874 wurde Drygallen Amtsdorf und damit namengebend für einen Amtsbezirk, der – 1938 in Amtsbezirk Drigelsdorf umbenannt – bis 1945 bestand und zum Kreis Johannisburg im Regierungsbezirk Gumbinnen (ab 1905 Regierungsbezirk Allenstein) in der preußischen Provinz Ostpreußen gehörte.

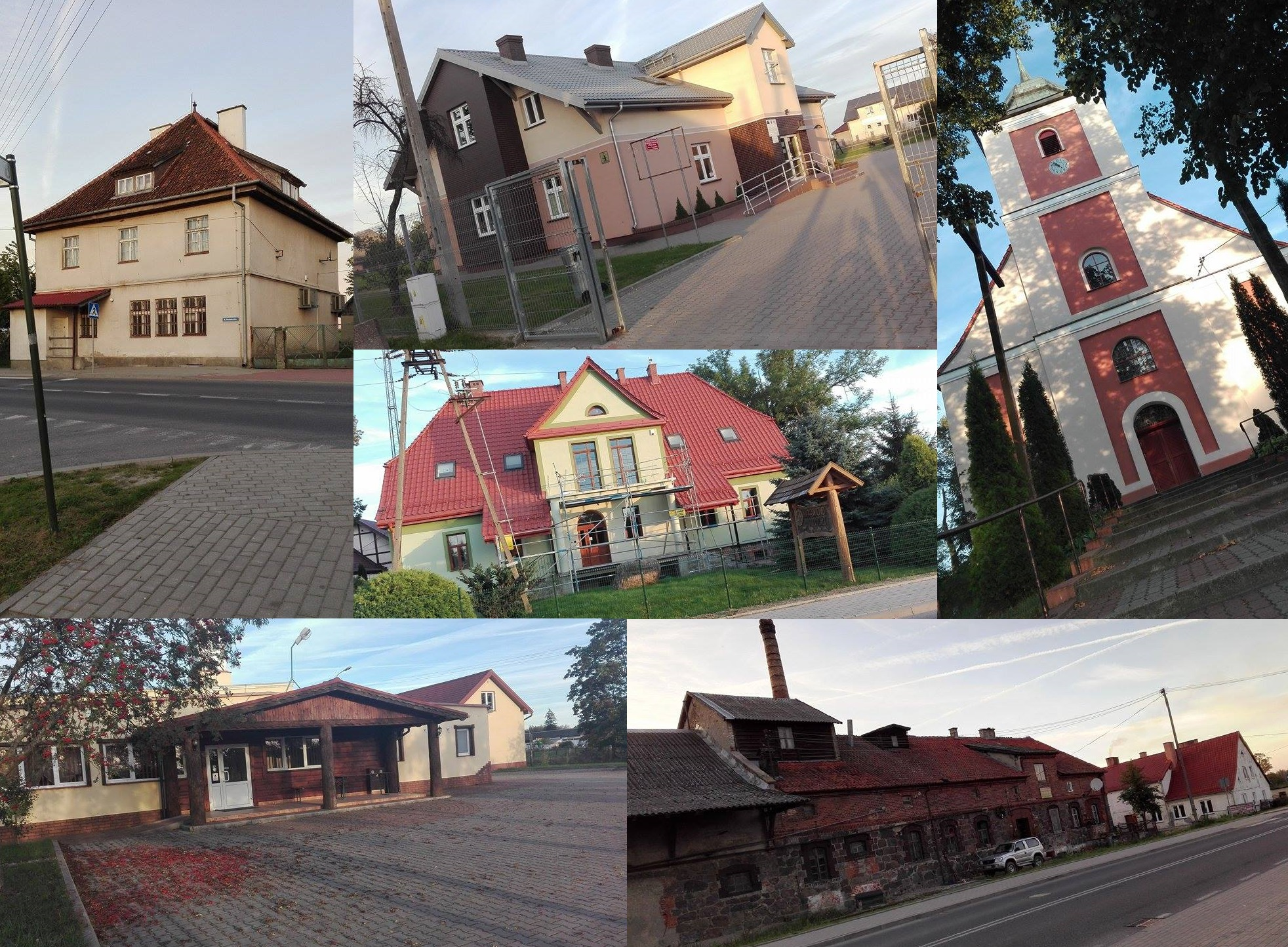
Bildermosaik Drygały

Im Jahr 1910 hatte Drygallen 1255 Einwohner, von denen 1090 zur Landgemeinde und 165 zum Gutsbezirk gehörten.
Aufgrund der Bestimmungen des Versailler Vertrags stimmte die Bevölkerung im Abstimmungsgebiet Allenstein, zu dem Drygallen gehörte, am 11. Juli 1920 über die weitere staatliche Zugehörigkeit zu Ostpreußen (und damit zu Deutschland) oder den Anschluss an Polen ab. In Drygallen stimmten 720 Einwohner für den Verbleib bei Ostpreußen, auf Polen entfielen keine Stimmen.
Am 30. September 1928 wurde der Gutsbezirk Drygallen zusammen mit dem Gutsbezirk Schlagamühle in die Landgemeinde Drygallen eingegliedert. Die Zahl der Einwohner belief sich 1933 auf 1611 und betrug 1939 bereits 1799.
Aus politisch-ideologischen Gründen der Abwehr fremdländisch klingender Ortsnamen wurde Drygallen am 3. Juni 1938 in Drigelsdorf umbenannt.
Als 1945 in Kriegsfolge das gesamte südliche Ostpreußen an Polen überstellt wurde, war auch Drigelsdorf davon betroffen. Es erhielt die polnische Namensform Drygały. Heute ist das Dorf Sitz eines Schulzenamtes (polnisch Sołectwo) und als solches eine Ortschaft im Verbund der Stadt- und Landgemeinde Biała Piska (Bialla, 1938–1945 Gehlenburg) im Powiat Piski (Kreis Johannisburg), bis 1998 der Woiwodschaft Suwałki, seither der Woiwodschaft Ermland-Masuren zugehörig. Im Jahre 2011 zählte Drygały 1.474 Einwohner.

## Religionen

### Kirchengebäude
Das heutige, der Gottesmutter von Częstochowa gewidmete Gotteshaus wurde in den Jahren 1732 bis 1734 unter dem architektonischen Einfluss von Joachim Ludwig Schultheiß von Unfriedt erbaut und am 29. September 1734 als evangelische Kirche eingeweiht. Der einfach gegliederte verputzte Saalbau mit wuchtigem eingezogenem Turm ist wohl bereits der dritte Kirchenbau in Drygallen. Nach 1945 ging das Kirchengebäude in den Besitz der Römisch-katholischen Kirche in Polen über, die es der veränderten liturgischen Nutzung baulich anpasste.

### Kirchengemeinde
Bereits 1438 – also in vorreformatorischer Zeit – wurde in Drygallen eine Kirche erwähnt.

#### Evangelisch
Bereits früh hielt die Reformation in Drygallen Einzug. Bereits zu Beginn der 16. Jahrhunderts werden hier lutherische Geistliche erwähnt. Im Jahr 1925 zählte das weitflächige Kirchspiel 4.400 Gemeindeglieder. Es war bis 1945 in den Kirchenkreis Johannisburg in der Kirchenprovinz Ostpreußen der Evangelischen Kirche der Altpreußischen Union eingegliedert.
Flucht und Vertreibung der einheimischen Bevölkerung beendeten das Leben der evangelischen Gemeinde in dem nun Drygały genannten Dorf. Die wenigen evangelischen Einwohner halten sich jetzt zur Kirchengemeinde in Biała Piska (Bialla, 1938–1945 Gehlenburg), einer Filialgemeinde der Pfarrei Pisz in der Diözese Masuren der Evangelisch-Augsburgischen Kirche in Polen.

#### Römisch-katholisch
Vor 1945 lebten nur sehr wenige katholische Kirchenglieder in Drygallen resp. Drigelsdorf. Nach 1945 siedelten sich hier zahlreiche polnische Neubürger an, fast alle ohne Ausnahme katholischer Konfession. In Drygały entstand eine eigene Gemeinde, und das bisher evangelische Gotteshaus wurde römisch-katholische Pfarrkirche im Bistum Ełk der Katholischen Kirche in Polen.

## Schule
Eine Schule soll es in Drygallen ab etwa 1480 gegeben haben, damals unterhalten von der Kirche. Ein Schulgebäude gab es im 18. Jahrhundert; zweimal brannte es ab. 1827 wurde die Schule zweiklassig, 1882 dreiklassig, und 1898 wurden 250 Schulkinder auf vier Klassen aufgeteilt. Im Jahr 1933 schließlich war die Schule siebenklassig, für die am 22. Oktober 1929 ein neues und angemessenes Schulgebäude eingeweiht wurde.

## Verkehr
Drygały liegt an der verkehrstechnisch bedeutenden Woiwodschaftsstraße 667, die die beiden Städte Ełk (deutsch Lyck) und Biała Piska sowie die beiden Landesstraßen DK 65 und DK 58 miteinander verbindet. In der Ortsmitte kreuzt sie die 1867N (Droga powiatowa), die von Wierzbiny (Wiersbinnen, 1938–1945 Stollendorf) bis nach Skarżyn (Skarzinnen, 1938–1945 Richtenberg) unweit der Grenze zur Woiwodschaft Podlachien verläuft.
Seit 1885 ist der Ort Bahnstation an der heute von Olsztyn (Allenstein) nach Ełk (Lyck) führenden polnischen Bahnlinie.